# Limnophora bella
Limnophora bella este o specie de muște din genul Limnophora, familia Muscidae, descrisă de Adrian C. Pont în anul 1969.
Este endemică în Tanzania. Conform Catalogue of Life specia Limnophora bella nu are subspecii cunoscute.